# 馬蒂亞·扎卡尼
馬蒂亞·扎卡尼（義大利語：Mattia Zaccagni；1995年6月16日—），意大利足球運動員，現効力意甲球會拉齐奥，司職中場。

## 俱樂部生涯
1995年6月生於切塞納的扎卡尼，18/19賽季時他還在隨維羅納踢意乙聯賽。在2019年6月，意甲升級附加賽的決賽，扎卡尼首發並為本隊首開記錄，維羅納3比0擊敗奇塔代拉，最終升級成功。
扎卡尼本賽季在首場對陣萨索罗的比賽中打進了兩粒進球。
拉齐奥已經正式簽下扎卡尼，合同為期四年。他是以租借合同的形式加入拉齊奧，附帶有強制買斷條款。

## 外部連結
- worldfootball.net：馬蒂亞·扎卡尼之統計數據 （英文）